# James Bryson
James Terryl Bryson, (nacido el 9 de abril de 1971 en Filadelfia, Pensilvania) es un exjugador de baloncesto estadounidense. Con 2.08 metros de estatura, jugaba en la posición de pívot.

## Trayectoria
- Universidad de Villanova (1989-1993)
- Connecticut Skyhawks (1993)
- STB Le Havre (1993-1994)
- Club Ourense Baloncesto (1994-1995)
- Libertas Forlì (1995)
- Beşiktaş (1996-1997)
- Philadelphia Power (1997)
- Atlantic City Seagulls (1997)
- CB Granada (1997-1998)
- CB Murcia (1998-1999)
- Sporting Atenas (1999-2000)
- Pau-Orthez (2000)
- Paris Basket Racing (2000-2001)
- JL Bourg Basket (2001-2002)
- FMP Železnik (2002-2003)